# Megaforce Records
Megaforce Records – wytwórnia płytowa założona w 1982 roku. Jej biura są zlokalizowane w Nowym Jorku i Filadelfii. Etykieta jest rozprowadzana w Stanach Zjednoczonych przez Sony Music Entertainment / Dystrybucje RED. W 1987–1991 była rozprowadzana przez Atlantic Records.
Artyści Megaforce, którzy występowali na Billboardzie Top 200 to The Black Crowes, Anthrax, Overkill, Testament, Metallica, Mushroomhead i Ministry. Ministry, Anthrax i Metallica otrzymali wszystkie złote i platynowe nagrody w US.
Biuro USA Megaforce Records znajduje się w Nowym Jorku.

## Wykaz (obecnych i byłych artystów)

### Wykonawcy z nurtu heavy metal (obecni i byli)
- Anthrax
- Blue Cheer
- Frehley's Comet
- Clutch
- Danzig
- Exciter
- Fozzy
- King’s X
- Living Colour
- Metallica
- Ministry
- M.O.D.
- Mushroomhead
- Overkill
- Skatenigs
- Stormtroopers of Death
- Testament
- Vio-lence

### Wykonawcy niemetalowi
- Bad Brains
- The Black Crowes
- Disco Biscuits
- Warren Haynes
- Meat Puppets
- Truth & Salvage Co.
- Wellwater Conspiracy
- Lynam